# Liste der Monuments historiques in Le Vilhain
Die Liste der Monuments historiques in Le Vilhain führt die Monuments historiques in der französischen Gemeinde Le Vilhain auf.

## Liste der Bauwerke
| Bezeichnung      | Beschreibung                  | Standort | Kennzeichnung | Schutzstatus | Datum | Bild           |
| ---------------- | ----------------------------- | -------- | ------------- | ------------ | ----- | -------------- |
| Kirche St-Martin | Erbaut im 12./13. Jahrhundert | (Lage)   | PA00093367    | Inscrit      | 1933  | weitere Bilder |

## Liste der Objekte
| Bezeichnung           | Beschreibung | Standort                       | Kennzeichnung | Schutzstatus | Datum | Bild |
| --------------------- | ------------ | ------------------------------ | ------------- | ------------ | ----- | ---- |
| Fragment einer Statue | Stein        | in der Kirche St-Martin (Lage) | PM03001586    | Inscrit      | 2006  |      |
| Fragment einer Statue | Stein        | in der Kirche St-Martin (Lage) | PM03001585    | Inscrit      | 2006  |      |